# Estatua sedente de Kefrén

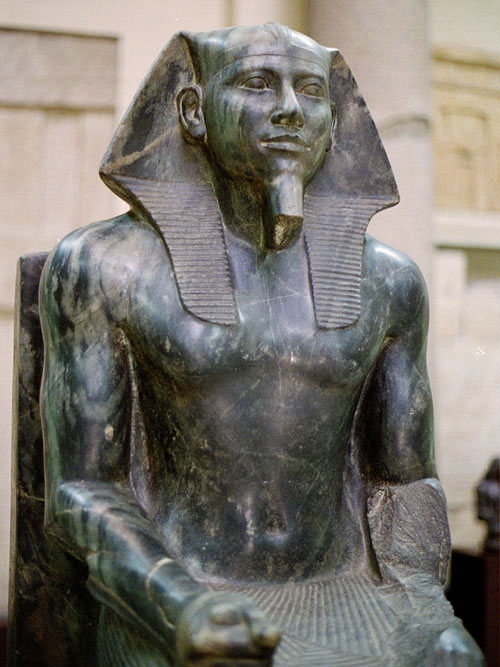
Detalle de la estatua sedente de Kefrén (Jafra).

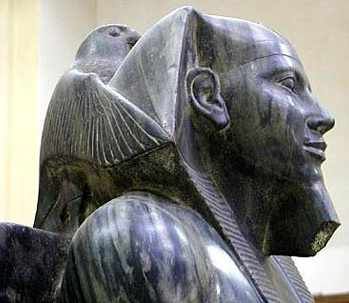
Detalle del halcón posado con las alas desplegadas que representa a Behedety o a Horus, como protector de Jafra.

La Estatua sedente de Kefrén o Estatua sedente de Jafra fue tallada por los escultores egipcios entre los años 2550-2480 a. C., estando considerada como la escultura clásica de la época de las pirámides y una de las más importantes obras del arte del Antiguo Egipto.

## Hallazgo e historia
La estatua sedente fue hallada en el año 1860, por el egiptólogo francés Françoise Auguste Ferdinand Mariette (1821-1881), en un pozo enlosada del Templo del Valle, cercano a la localidad egipcia de Guiza y representa a Jafra (en egipcio) o Kefrén (en griego), que fue el cuarto faraón de la dinastía IV de Egipto, reinando de c. 2547 a 2521 a. C (según Von Beckerath). En el mismo lugar se han encontrado fragmentos de estatuas de Jafra, hasta 23, más o menos completas que en conjunto representarían un programa iconográfico del templo funerario, como síntesis del poder terreno y celeste.
En la Lista Real de Abidos lo titulan Jafra y en la Lista Real de Saqqara Jaufra. El Canon Real de Turín da 20 años de reinado (datos muy dañados). Manetón lo denomina Sufis II y asigna 66 años de gobierno.
Hijo de Jufu y Henutsen; estaba casado con Meresanj III, hija de Kauab y depositaria de los derechos dinásticos, con Jamerernebty I, madre de Menkaura, y con Jamerernebty II.

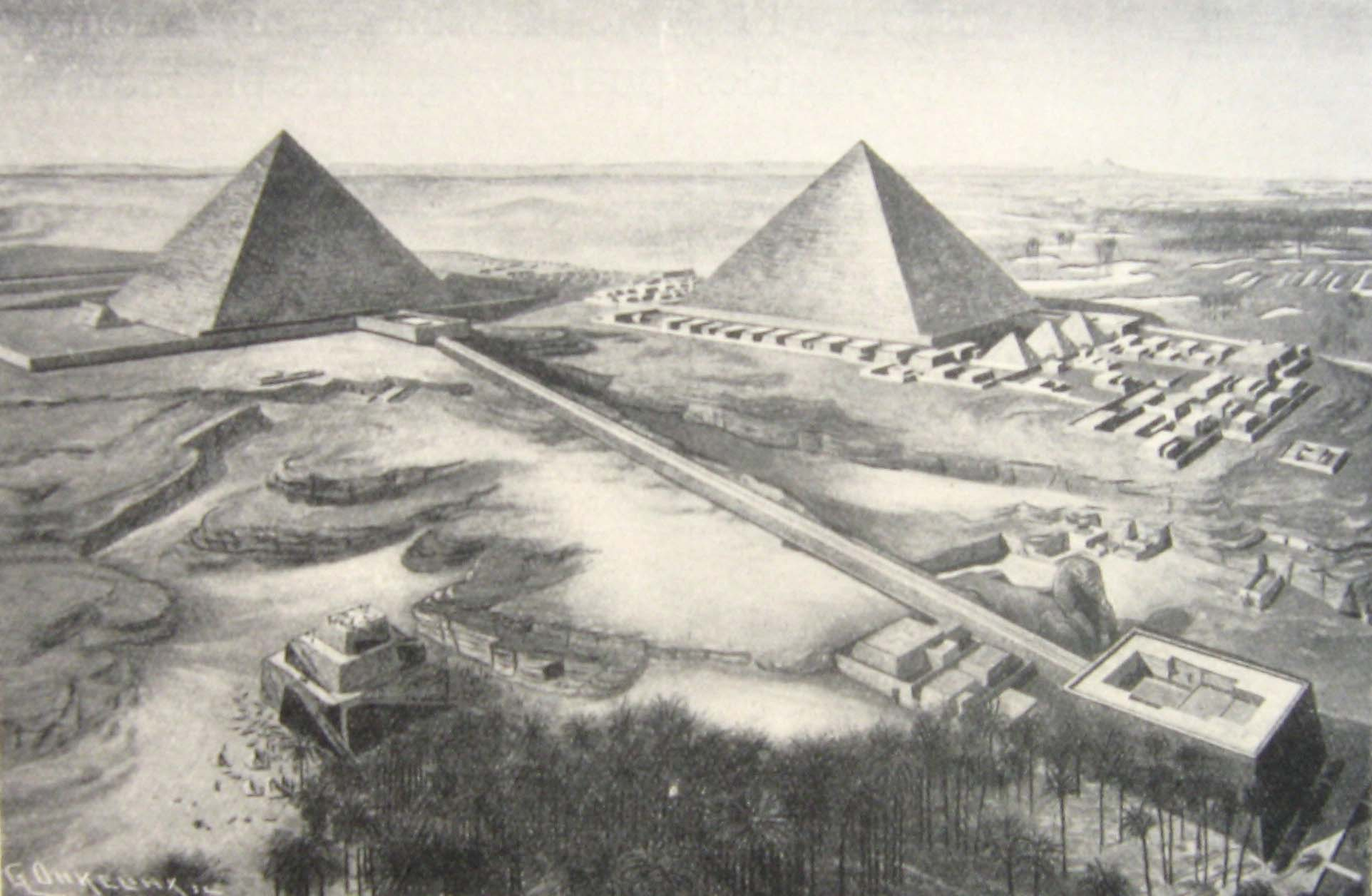
Reconstrucción del complejo funerario de Kefrén. En el extremo inferior derecho, puede apreciarse el Templo del Valle, muy cerca de la Gran Esfinge.

## Descripción
Kefrén aparece sentado en su trono real, con mirada hierática al infinito, sus manos reposan en cada pierna, la derecha en forma de puño y llevando un rollo, símbolo de estatus y la izquierda con los dedos extendidos en gesto de toma, como en acto de disposición a recibir ofrendas para su renacimiento. Lleva un faldellín tripartito y el típico tocado nemes de lino, rematado por el ureo real y una falsa barba real. Todos estos símbolos pretenden ser una referencia a la naturaleza divina del faraón. Está deteriorado el antebrazo izquierdo y parte de la pierna izquierda.
Esta representación no es un retrato, es un mensaje en sí misma, un símbolo del poder de Jafra mediante el uso de las convenciones artísticas de la época: un físico idealizado, con el rostro no envejecido y proporciones ideales del cuerpo. El retrato idealizado egipcio no pretendía representar rasgos individualizados, sino proclamar la naturaleza divina de la realeza egipcia. 
El trono cúbico sobre el que se sienta lleva dos cuerpos de leonas estilizadas. En sus laterales, el símbolo del sema-tauy, emblema de la unión de las dos tierras, representadas por las plantas de loto (simbólicas del Alto Egipto) y las plantas de papiro (simbólicas del Bajo Egipto). El dios Horus o Behedety, representado como un halcón con anillo shen, protege la parte posterior de la cabeza de Jafra con sus alas extendidas, otra referencia al Egipto unido. Además de la vista del dios halcón (que no se ve desde el frente) que descansa detrás de su cabeza, con una  vinculación estrecha por ser el faraón reinante la encarnación de la divinidad, los pies de Jafra se apoyan sobre una plataforma plana, tallada con nueve arcos que representan el dominio del rey y del reino sobre las tribus enemigas, los Nueve Arcos.

## Conservación
La figura se exhibe de forma permanente en el Museo Egipcio de El Cairo.

## Características
- Estilo: Arte egipcio..
- Material: diorita.
- Altura: 168cm.
- Anchura: 57 centímetros.
- Longitud: 96 centímetros.